# جکی سلبی
جکی سلبی(انگلیسی: Jackie Selebi;۷ مارس ۱۹۵۰ – ۲۳ ژانویهٔ ۲۰۱۵) سیاست‌مدار اهل آفریقای جنوبی بود. وی با نام جاکوب (جکی) سلو سلبی از هفت مارس ۱۹۵۰ تا ۲۳ ژانویه ۲۰۱۵ کمیسر پیشین پلیس آفریقای جنوبی بود. وی از ۱۹۸۷ تا ۱۹۹۱ ریاست کنگره ملی لیگ جوانان آفریقا را برعهده داشت. سلبی در ژانویه ۲۰۰۸ به دبیر کلی پلیس بین‌الملل منصوب شد. وی به دلیل فساد مالی در کشورش آفریقای جنوبی از سمت اینترپل استعفا داد و در ۲ ژوئیه ۲۰۱۰ به وسیله دادگاه گناهکار شناخته شد و به ۱۵ سال زندان محکوم گردید. تقاضای فرجام وی در ۲ دسامبر ۲۰۱۱ توسط دیوان عالی نفی شد. با این حال او در ژوئیه ۲۰۱۲ به دلیل عفو پزشکی از زندان آزاد شد.